# House Flipper
House Flipper es un videojuego de simulación desarrollado por Empyrean y publicado por Frozen District y PlayWay para macOS, Windows, PlayStation 4, Xbox One, y Nintendo Switch. Se lanzó inicialmente el 17 de mayo de 2018. Una versión móvil, titulada House Flipper: Home Design, se lanzó para Android e iOS en octubre de 2020. Una secuela, House Flipper 2, se lanzó en diciembre de 2023.

## Jugabilidad
El juego implica arreglar propiedades para generar ganancias. Las tareas que se pueden realizar incluyen pintura, colocación de azulejos, limpieza, instalaciones y demolición. Los jugadores pueden arreglar y personalizar sus propias casas, arreglar casas en misiones y comprar casas para arreglarlas y venderlas. El juego incluye un catálogo que permite a los jugadores explorar diferentes opciones de muebles, papel tapiz, puertas y ventanas.

## Recepción
House Flipper recibió "críticas mixtas o promedio" según el agregador de reseñas Metacritic, y varios críticos comentaron que arreglar las casas es satisfactorio y cuestionan su jugabilidad a largo plazo. Kotaku revisó el juego y afirmó que les resultaba satisfactorio arreglar casas que a menudo son "extremadamente asquerosas o feas" y que ".anifestar tu visión de una casa decente y vendible en estos montones de basura se siente increíble, especialmente porque sucede en un lugar así". escala granular." Game Informer fue más variado y escribió que "Voltear las primeras casas es divertido, pero el juego no tiene el alcance o la flexibilidad para seguir siendo interesante por mucho tiempo". PC Gamer fue crítico y afirmó que "hay una clara satisfacción en tomar una habitación asquerosa y hacerla lucir bonita, y es genial que puedas derribar (y reconstruir) paredes, pero simplemente no encuentro el acto". Pintar y limpiar lenta y mecánicamente es muy divertido, especialmente sabiendo que a mi casa actual le vendría bien un poco de eso". Se convirtió en un éxito de ventas en Steam.

### Reconocimientos
El juego fue nominado a "Juego, Simulación" en los premios de la Academia Nacional de Revisores Comerciales de Videojuegos. House Flipper también recibió el premio Poznań Game Arena como Mejor Juego Indie Polaco de 2018.

## Contenido descargable
Junto con el juego base, el 17 de mayo de 2018, se lanzó un DLC gratuito Apocalypse Flipper . El jugador recibe más artículos y 5 nuevas propiedades que se pueden comprar.
El 16 de mayo de 2019, se lanzó el DLC Garden Flipper . Esto permite al jugador aplicar renovaciones a los jardines de las propiedades. Luego, el jugador podrá participar en los concursos de jardinería donde se evaluará su trabajo y se le otorgará una puntuación. Luego, la propiedad se puede vender a un precio más alto dependiendo de la puntuación obtenida.
El 14 de mayo de 2020, se lanzó el DLC HGTV . Este DLC presenta nuevos trabajos, elementos, mecánicas de juego y propiedades que se pueden comprar. Este último requiere que el jugador complete primero los trabajos correspondientes.
El 19 de noviembre de 2020, se lanzó un nuevo DLC gratuito Cyberpunk Flipper . El DLC agrega una nueva propiedad para renovación y un conjunto de accesorios, todos centrados en el tema cyberpunk.
En 2021, PlayWay anunció dos DLC adicionales; el DLC Pets se centra en adoptar y tener mascotas como perros y gatos, mientras que el DLC Luxury Flipper , lanzado a finales de 2021, se basa en la renovación de costosas casas antiguas y modernas en una nueva ciudad: Moonrise Bay.